# Hannes Kristján Steingrímur Finsen
Hannes Kristján Steingrímur Finsen (Reykjavík, 1828. május 13. – Ribe, 1892. november 18.) izlandi jogász, aki különböző fontos posztokat töltött be Dánia szolgálatában, többek között 1871 és 1884 között Feröer kormányzója volt.

## Pályafutása
1848-ban érettségizett, majd jogot tanult, és 1856-ban szerzett cand. jur. végzettséget. Ezt követően Koppenhágában, az Izlandért felelős kormányzati részlegen dolgozott. 1858-ban Feröerre utazott, ahol királyi képviselő és adóbehajtó (fúti) lett, majd 1871-től 1884-ig a szigetek kormányzója. Ebben a minőségében egyben a Løgting elnöki tisztét is betöltötte.
Amikor 1874-ben a kirkjubøuri Szent Olaf-templom felújítása megkezdődött, Finsen Venceslaus Ulricus Hammershaimbbal együtt küzdött azért, hogy az értékes, 15. századi faragott padokat megmentsék, és a Dán Nemzeti Múzeumba szállítsák, ahová a rákövetkező évben meg is érkezett. A műalkotások csak 2002-ben kerültek vissza Feröerre, ahol a Føroya Fornminnissavnban állították ki őket.
1884-ben Finsen Ribébe költözött, ahol haláláig stiftsamtmann volt.

## Magánélete
Szülei Maria Nicolina Óladóttir, szül. Møller és Ólafur Hannesson Finsen voltak. Első felesége a falsteri Johanne Sofie Caroline Christine, szül. Formann volt, akivel négy gyermekük született: Olaf Finsen (gyógyszerész, Tórshavn polgármestere), Niels Ryberg Finsen (Nobel-díjas orvos), Elisabeth Finsen és Vilhelm Hannes Finsen. Második házasságát első felesége unokatestvérével, a dronninglundi Birgitta Kirstine szül. Formannal (1840-1930) kötötte, akivel további hat gyermeke született. Minden gyermeke Tórshavnban született.

## Fordítás
- Ez a szócikk részben vagy egészben a Hannes Finsen című német Wikipédia-szócikk ezen változatának fordításán alapul.  Az eredeti cikk szerkesztőit annak laptörténete sorolja fel. Ez a jelzés csupán a megfogalmazás eredetét és a szerzői jogokat jelzi, nem szolgál a cikkben szereplő információk forrásmegjelöléseként.